# ウクル川
ウクル川（ウクルがわ）は、北海道胆振総合振興局管内を流れ厚真川と合流した後に太平洋に注ぐ二級河川。厚真川水系の支流である。

## 地理
北海道胆振総合振興局厚真町とむかわ町に跨る似湾峠付近で源を発し、宇隆地区を貫流し水道橋の手前で本流である厚真川と合流し太平洋に注ぐ。

## 地名由来
ウクル川の【ウクル（宇久留）】は、アイヌ語の「ウクルキナ・ウㇱ・イ」（ukurkina-us-i）の下語略。
「ギボウシの・群生している・所」の意とされる。

## 利水および治水
小型連接ブロック護岸で築堤され数ヶ所の樋門で治水工事が施されている。本流の厚真川と同様に穀倉地帯を貫流する河川のため、稲作灌漑用の取水堰（井堰１号堰）が宇隆橋下流に設けられている。

## 流域の自治体
北海道
胆振総合振興局厚真町

## 支流
括弧内は流域の自治体
- ケイナイ沢川（厚真町）
- 石油沢川（厚真町）
- オバウス沢川（厚真町）

## 主な橋梁
- 隆橋 - 北海道道59号平取厚真線
- 妙見橋 - 北海道道59号平取厚真線
- ウクル橋
- 宇隆橋 - 北海道道59号平取厚真線
- 森田橋
- 堀の橋
- 水道橋